# Shahed 121
Shahed 121 — іранський безпілотник виробництва Shahed Aviation. Шахед перекладається як «свідок» арабською та перською мовами.

## Історія
Його помітили в 2016 році, коли він пролітав над USS Harry S. Truman — атомним авіаносцем. Такого порушення не було з 2014 року. Інцидент стався після ядерної угоди, яку Іран підписав зі світовими державами, включаючи США. Гелікоптер ВМС США Seahawk зняв інцидент на відео. Іранська влада вважала політ Shahed 121 безпечним, оскільки всі його крила були «чистими», що означає, що дрон не мав зброї та не був небезпечним для кораблів, але вище командування ВМС США описало його як «ненормальний» і «непрофесійний». Shahed 121 є частиною сімейства безпілотників, до якого входять Shahed 125 і Shahed 129.